# Dsungaripteridae
I Dsungaripteridae (il cui nome significa che "ali di Junggar") sono una famiglia di pterosauri pterodactyloidi vissuti dal Giurassico superiore al Cretaceo inferiore, circa 155-112 milioni di anni fa (Kimmeridgiano-Albiano), i cui resti fossili sono stati ritrovati in Brasile, Cile, Argentina, Cina e forse anche in Africa.

## Classificazione
Nel 1964, Young creò una famiglia per inserire il genere cinese Dsungaripterus recentemente ritrovato. In seguito, anche il genere Noripterus (all'epoca noto come "Phobetor", un nome già assegnato, e per questo tra virgolette) fu assegnato a questa famiglia.
Nel 2003, Alexander Kellner fornì la definizione esatta del clade: il gruppo era composto dall'ultimo antenato comune di Dsungaripterus, Noripterus e "Phobetor", e tutti i suoi discendenti. Come sinapomorfie, Kellner descrisse le sei seguenti caratteristiche: le orbite relativamente piccole, collocate in alto nel cranio; una apertura sotto l'orbita; un'alta cresta sulla parte superiore del cranio, che iniziava davanti all'apertura nasale e terminava dietro le orbite; la mascella si estende verso il basso e all'indietro; l'assenza di denti nella prima parte delle ganasce; i denti nella parte posteriore della mascella superiore sono i più grandi; i denti hanno un'ampia base ovale. Kellner ha sottolineato che tutti i membri del gruppo, ad eccezione del Dsungaripterus stesso, erano conosciuti da frammenti, quindi solo l'ultima caratteristica poteva essere stabilita in modo sicuro in tutti i membri.
Anche Domeykodactylus e Lonchognathosaurus sono stati assegnati al gruppo. Sono animali di medie dimensioni, adattatisi a nutrirsi di creature dal guscio duro, che frantumavano grazie ai loro denti piatti.
Nello stesso anno, David Unwin ha dato una definizione leggermente diversa del clade: l'ultimo antenato comune di Dsungaripterus weii e Noripterus complicidens, e tutti i loro discendenti.
La famiglia dei Dsungaripteridae visse tra il Giurassico superiore e il Cretaceo inferiore (Hauteriviano). Il gruppo appartiene a Dsungaripteroidea, e secondo Unwin è presumibilmente legato ad Azhdarchoidea, oltre ad essere il sister taxon di Germanodactylus. Secondo un'analisi di Brian Andres, del 2008, i Dsungaripteridae sarebbero strettamente legati ai Tapejaridae, cosa che li renderebbe effettivamente membri di Azhdarchoidea.
I più antichi fossili conosciute attribuiti a questo gruppo risalgono al Kimmeridgiano, del Giurassico superiore, e provengono dalla Formazione Argiles d'Octeville in Francia, datate a circa 155 milioni di anni fa, e appartenenti alla specie Normannognathus wellnhoferi. La specie più recente sembra invece essere il Lonchognathosaurus acutirostris, dall'Albiano, del Cretaceo inferiore, proveniente dalla Formazione Lianmuqin di Xinjiang, in Cina, e risalente a circa 112 milioni di anni fa.

### Cladogramma
Di seguito è riportato un cladogramma che mostra i risultati di un'analisi filogenetica presentata da Andres, Clark & Xu (2014):
|                  | Noripterus                                                         |
|                  |                                                                    |
| Dsungaripterinae | \| \| Domeykodactylus \| \| \| \| \| \| Dsungaripterus \| \| \| \| |
|                  | \| \| Domeykodactylus \| \| \| \| \| \| Dsungaripterus \| \| \| \| |
|                  | Domeykodactylus                                                    |
|                  |                                                                    |
|                  | Dsungaripterus                                                     |
|                  |                                                                    |

|  | Domeykodactylus |
|  |                 |
|  | Dsungaripterus  |
|  |                 |

|                  | Noripterus                                                         |
|                  |                                                                    |
| Dsungaripterinae | \| \| Domeykodactylus \| \| \| \| \| \| Dsungaripterus \| \| \| \| |
|                  | \| \| Domeykodactylus \| \| \| \| \| \| Dsungaripterus \| \| \| \| |
|                  | Domeykodactylus                                                    |
|                  |                                                                    |
|                  | Dsungaripterus                                                     |
|                  |                                                                    |

|  | Domeykodactylus |
|  |                 |
|  | Dsungaripterus  |
|  |                 |